# Lawrence, Quận Brown, Wisconsin
Lawrence là một thị trấn thuộc quận Brown, tiểu bang Wisconsin, Hoa Kỳ. Năm 2010, dân số của thị trấn này là 4.063 người.